# Подснежник (телесериал)
«Подснежник» (кор. 설강화, 雪降花, Seolganghwa) — южнокорейский телесериал. В главных ролях — Чон Хэ Ин, Джису, Ю Ин На, Чан Сын Джо, Ким Хе Юн, Юн Се А и Чон Ю Джин. Премьера состоялась на JTBC 18 декабря 2021 года, а также на потоковом сервисе Disney+.

## Описание
Действие «Подснежника» происходит на фоне Демократического движения 1987 года, которое призывало авторитарное правительство Южной Кореи провести демократические выборы. В результате массовых протестов, в декабре 1987 года были проведены демократические выборы, которые позже привели к концу авторитарного правления в стране и установлению демократической Шестой Корейской Республики.
Аспирант Лим Су Хо (Чон Хэ Ин) после участия в протесте был обнаружен Ын Ён Ро (Джису), студенткой университета. Девушка прячет его в комнате женского общежития университета. Однако выясняется, что Су Хо не тот, за кого себя выдаёт. На фоне политических потрясений, разворачивается история пары, и у них складываются романтические отношения.

## Актёрский состав

### Главные герои
- Ким Джису 김지수 — Ын Ён Ро 은영로 (20 лет)[2]

Студентка, влюбившаяся в Су Хо с первого взгляда.
- Чон Хэ Ин 정해인 — Лим Су Хо/Ри Тэ Сан 임수호/리태산 (27 лет)[2]

Северокорейский агент, отправленный с миссией в Южную Корею. Он притворяется аспирантом экономического факультета Берлинского университета, который пишет кандидатскую диссертацию.
- Ю Ин На 유인나 — Кан Чон Я/Ким Ын Хе 강청야/김은혜 (34 года)

Харизматичный и опытный хирург, работающая в государственной больнице. Северная шпионка.
- Ким Хе Юн 김혜윤 — Ке Бун Ок 계분옥 (24 года)

Телефонистка, которая не смогла поступить в университет из-за финансовых проблем.
- Чан Сын Джо 장승조 — Ли Кан Му 이강무 (36 лет)

Лидер Первой группы Агентства планирования национальной безопасности, который всегда следует правилам. Бывший парень Чан Ханны.
- Юн Се А 윤세아 — Пи Сын Хи 피승희 (43 года)

Комендант общежития женского университета Хосу.
- Чон Ю Джин 정유진 — Чан Хан На 장한나 (32 года)

Импульсивный, но страстный агент АПНБ. Бывшая девушка Ли Кан Му.

### Второстепенный состав

#### Люди, связанные с Агентством по планированию национальной безопасности
- Хо Джун Хо 허준호 — Ын Чан Су 은창수 (56 лет)[5]

Глава Агентства по планированию национальной безопасности и отец Ён Ро.
- Пак Сон Ун 박성웅 — Нам Тэ Иль 남태일 (54 года)[5]

Секретарь партии Аэмин.
- Ли Хва Рён 이화룡 — Ан Кён Хи 안경희 (46 лет)

Генеральный директор Агентства по планированию национальной безопасности.
- Ким Чжон Нан 김정난 — Хон Э Ра 홍애라 (50 лет)[5]

Бывшая киноактриса, жена Ын Чан Су и мачеха Ён Ро.
- Чон Хе Ён 정혜영 — Чо Сон Шим 조성심 (46 лет)[5]

Жена Нам Тэ Иля.
- Пэк Чжи Вон 백지원 — Чхве Ми Хе 최미혜

Модельер и жена Ан Кён Хи.

#### Знакомые Ён Ро
- Чон Син Хе 정신혜 — Ко Хе Рён 고혜령 (23 года)[6]

Студентка четвёртого курса факультета вокальной музыки и соседка Ён Ро.
- Ким Ми Су 김미수 — Ё Чжон Мин 여정민 (23 года)[6]

Студентка четвёртого курса факультета истории и соседка Ён Ро.
Это была последняя экранная роль Ким перед смертью в возрасте 29 лет (или 31 года по корейскому летоисчислению) 5 января 2022 года.
- Чхве Хи Джин 최희진 — Юн Соль Хи 윤설희 (20 лет)[6]

Первокурсница факультета менеджмента и соседка Ён Ро.
- Ан Дон Гу 안동구 — Чхве Бён Тхэ 최병태 (23 года)

Курсант военной академии, которому нравится Хё Рён.
- Ким Джон Су 김정수 — Ким Ман Дон 김만동 (67 лет)

Совхоз женского университета Хосу.
- Нам Ми Джон 남미정 — О Док Шим 오덕심 (58 лет)

Шеф-повар кухни общежития в женском университете Хосу.
- Ким Джон Хун 김정훈 — Ким Сан Бом 김상범 (32 года)

Гангстер и сын Ман Дона.

#### Знакомые Су Хо
- Ким Мин Гю 김민규 — Чжу Гёк Чхан 주격찬 (26 лет)

Северокорейский шпион.
- Чан Ин Соп 장인섭 — Ли Ын Чхоль 리은철 (22 года)

Северокорейский шпион.
- Хо Нам Джун 허남준 — О Гван Тхэ 오광태 (24 года)

Студент, которому нравится Хэ Рён. Ассистент профессора Хан И Сопа.
- Чон Му Сон 정무성 — Лим Джи Рок 임지록 (64 года)

Заместитель начальника управления Объединённого фронта.
- Чон Э Ри 정애리 — Чхве Су Рён 최수련 (53 года)

Заместитель главы Агентства национальной безопасности.
- Чхэ Вон Бин 채원빈 — Лим Су Хи 림수희

Сестра Су Хо.

#### Прочие
- Чон И Со — Син Гён Джа

Президент общежития в Женском университете Хосу.
- Ким Чон Хо — Хан И Соп

Профессор университета Ханкук. Экономический мозг оппозиционного кандидата в президенты.

### Приглашённые актёры
- Ём Чон А[9]

## Производство

### Разработка
Первоначальное рабочее название сериала — «Общежитие женского университета Лихва» (이대 기숙사). Сценаристом выступил Ю Хён Ми, а режиссёром стал Чо Хён Так; «Подснежник» стал их второй совместной работой после популярного сатирического триллера «Небесный замок» (2018—2019) Сериал основан на воспоминаниях человека, сбежавшего из лагеря для политических заключённых в Северной Корее.

### Кастинг
18 июня 2020 года СМИ сообщили, что Ким Хе Юн, которая стала знаменитой после съёмок в «Небесном замке», вела переговоры о съёмках в данном сериале; её агентство подтвердило, что она рассматривала предложение. 18 августа появились сообщения о том, что одну из главных ролей должна сыграть популярная певица Джису из группы BLACKPINK Позже в тот же день это подтвердило агентство Джису, YG Entertainment. 24 августа Ким Хе Ён была подтверждена в качестве одной из главных актрис вместе с Джису и сообщалось, что Чон Хэ Ин получил предложение, но все ещё рассматривает его. Чан Сын Чжо официально присоединился к актёрскому составу 26 августа, за ним последовали Чон Ю Чжин 17 сентября и Юн Се А 18 сентября. 5 октября 2020 года основной состав и подробности о персонажах были подтверждены JTBC. Ю Ин На официально присоединилась к актёрскому составу 28 декабря.

### Съемки дорамы
24 ноября 2020 года JTBC объявил, что съемки «Подснежника» были временно приостановлены после того, как актёр второго плана вступил в тесный контакт с кем-то, у кого был положительный результат на COVID-19. На следующий день JTBC подтвердили, что съемки возобновятся после того, как все актёры и члены съемочной группы сдали тесты и получили отрицательный результат. Съемки завершились в конце июля 2021 года.

## Предрелизный скандал
В марте 2021 года «Подснежник» стал предметом споров, связанных с предполагаемыми историческими неточностями в сценарии. Это произошло после отмены драмы SBS «Экзорцист Чосон» из-за аналогичных обвинений в искажении истории. Части синопсиса и профилей персонажей были распространены в интернете, что показало, что главный герой-мужчина на самом деле является северокорейским шпионом, изображающим демократического студенческого активиста, который проникает в Южную Корею, чтобы спровоцировать хаос и политическую нестабильность. Предпосылка вызвала негативную реакцию из-за событий, разворачивающихся в 1987 году, который был ключевым годом Южнокорейского демократического движения, которое привело к созданию современной демократической республики. Раскрытие главного героя-мужчины, как северокорейского шпиона вызывает ложные утверждения, сделанные Агентством по планированию национальной безопасности (ANSP), разведывательным агентством авторитарного правительства, во время движения за демократизацию 1987 года, которое представило продемократических протестующих, как северокорейских шпионов. Кроме того, персонаж Ли Кан Му, агент ANSP, якобы изображается справедливым и праведным, несмотря на многочисленные нарушения прав человека, совершенные ANSP. Имя главной героини, Ын Ён Чо, потребовало дальнейшего изучения, поскольку необычное имя «Ён Чо» имело сходство с именем реально существоваавшей демократической активистки Чун Ён Чо. Чун Ён Чо была замужем за поддерживающим демократическое движение активистом Чон Мун Хва, которого представили как шпиона и приговорили к пожизненному заключению во время политических волнений в Японии. В 1974 году он умер от недоедания после освобождения из тюрьмы.
26 марта JTBC опубликовал свое первое официальное заявление по поводу разногласий, которое гласило: "Дорама не искажает продемократическое движение и не прославляет Агентство планирования национальной безопасности. Это чёрная комедия, высмеивающая политическую ситуацию между двумя Кореями при авторитарном правительстве 1980-х годов. Кроме того, это романтическая драма, в которой молодые люди жертвуют своей любовью " 30 марта JTBC опубликовал второе заявление по поводу разногласий, которое гласило: « Действие» Подснежника « происходит вокруг президентских выборов 1987 года, а не в драме о продемократическом движении». В заявлении говорится: «Драма изображает вымышленную историю о военном режиме, ANSP и других находящихся у власти в то время лицах, которые вступили в сговор с северокорейской диктатурой и планируют заговор с целью сохранения своей власти». Что касается персонажа Ли Кан Му, который является агентом ANSP, в заявлении говорилось: «Персонаж изображен как принципиальный человек, который отворачивается от коррумпированной организации и делает то, что считает правильным». В заявлении также отрицается, что имя главной героини имеет отношение к реальной активистке Чун Ён Чо, но сообщается, что имя персонажа будет изменено.
30 марта протестующие припарковали грузовик с знаками протеста у здания телеканала JTBC в Сеуле.
В период с 26 марта по 25 апреля 226 078 человек подписали онлайн-петицию к Голубому дому с требованием прекратить производство Подснежника. 14 мая Голубой дом опубликовал официальный ответ на петицию, отклонив призывы к отмене шоу. В ответе говорилось, что Голубой дом не намеревался вмешиваться в производство Snowdrop, ссылаясь на защиту свободы слова в Южной Корее, согласно закону о вещании, который гарантирует независимость вещателей и запрещает внесудебное регулирование или вмешательство. В ответе, однако, говорилось, что Голубой дом продолжает следить за спором, заявив, что «программы, которые нарушают обязанности в области вещания, например, из-за чрезмерного исторического искажения или нарушения правил, подлежат рассмотрению Корейской комиссией по стандартам связи», и что Комиссия по стандартизации связи Кореи будет следить за трансляциями.

## Рейтинги
| Эпизод №        | Дата            | AGB Nielsen по стране | AGB Nielsen по Сеулу |
| --------------- | --------------- | --------------------- | -------------------- |
| 1               | 18.12.2021      | 2.985 %               | 3.235 %              |
| 2               | 19.12.2021      | 3.898%                | 3.687%               |
| 3               | 24.12.2021      | 1.853 %               |                      |
| 4               | 25.12.2021      | 1.689%                |                      |
| 5               | 26.12.2021      | 2.751 %               |                      |
| 6               | 01.01.2022      | 1.912 %               |                      |
| 7               | 02.01.2022      | 3.252 %               | 3.491 %              |
| 8               | 08.01.2022      | 2.584 %               |                      |
| 9               | 09.01.2022      | 3.064 %               | 3.362 %              |
| 10              | 15.01.2022      | 2.571 %               | 2.489%               |
| 11              | 16.01.2022      | 3.017 %               | 3.127 %              |
| 12              | 22.01.2022      | 2.521 %               | 2.805 %              |
| 13              | 23.01.2022      | 2.798 %               | 2.851 %              |
| 14              | 29.01.2022      | 2.749 %               | 3.180 %              |
| 15              | 30.01.2022      | 2.773 %               | 2.734 %              |
| 16              | 30.01.2022      | 3.393 %               | 3.438 %              |
| Средний рейтинг | Средний рейтинг | 2.738%                | 3.127%               |